# Adrian Skogmar
Adrian Skogmar (* 23. November 2005 in Schweden) ist ein thailändisch-schwedischer Fußballspieler.

## Karriere

### Verein
Adrian Skogmar erlernte das Fußballspielen in der Jugend von Malmö FF im schwedischen Malmö. Hier unterschrieb er Ende September 2023 auch seinen ersten Vertrag. Der Verein spielte in der ersten Liga, der Fotbollsallsvenskan. Sein Debüt in der Erstligamannschaft gab er als Jugendspieler am 1. Juli 2023 im Spiel gegen den IK Sirius. Bei dem 3:0-Heimerfolg wurde er in der 86. Minute für Oscar Lewicki eingewechselt. Bis zum Ende der Saison 2023 kam er zu insgesamt fünf Einsätzen in der Liga und konnte mit Malmö die schwedische Meisterschaft gewinnen. Den Pokal gewann er mit dem Verein 2023/24. In der anschließenden Spielzeit 2024 spielte der 18-Jährige in insgesamt acht Partien und feierte mit der Mannschaft erneut die Meisterschaft.  

### Nationalmannschaft
Adrian Skogmar spielt seit 2023 für die schwedische U19-Nationalmannschaft. Sein Debüt für die U19 gab er am 10. September 2023 in einen Freundschaftsspiel gegen Polen. Bei dem 2:0-Erfolg stand er in der Startelf und spielte die kompletten 90 Minuten.

## Erfolge
Malmö FF
- Schwedischer Meister: 2023, 2024
- Schwedischer Pokalsieger: 2023/24